# Gauche démocratique (Frankreich, Abgeordnetenkammer)
Gauche démocratique (Demokratische Linke) war der Name von drei politischen Fraktionen in der Abgeordnetenkammer im Frankreich der Dritten Republik.

## Geschichte

### Erste Gruppe (1898 bis 1902)
Die Mitglieder der ehemaligen Gauche radicale (Radikale Linke) zwischen 1898 und 1902 schloss sich unter diesem Namen zusammen. Sie vereinte gemäßigte Radikale und radikalisierende Opportunisten und umfasste nach den Parlamentswahlen von 1898 etwa 150 Abgeordnete. Zusammen mit den Radikalsozialisten und den Sozialisten unterstützten sie das Kabinett der republikanischen Verteidigung Premierminister Waldeck-Rousseaus während des Höhepunkts der Dreyfus-Affäre gegen die Monarchisten, Nationalisten und ehemaligen melinistischen Opportunisten, die durch diese Wahl nach rechts abwanderten. Die Gruppe ist politisch der linken Mitte zuzurechnen.
Nach den Wahlen von 1902 nahm diese Gruppe wieder den Namen Gauche radicale an.

### Zweite Grupe (1905 bis 1914)
Am 3. Februar 1905 spaltete sich der Flügel, der die Regierung Combes und den Linksblock unterstützt hatte, von der Fraktion der Union démocratique ab und gründete eine neue, linksorientierte Fraktion. Nach ihrem Vorsitzenden wird sie auch Jean Codet-Gruppe genannt. Sie hatte damals etwa 40 Mitglieder. Vorsitzender der Fraktion war Jean Codet, als stellvertretender Vorsitzender fungierte Alfred Muteau und Parteisekretäre waren François Carpot und Émile Cère.
Alle hatten vorher die gleiche Position in der Demokratischen Union inne, außer Jean Codet, der nur Vizepräsident war. Ihre Mitglieder gehörten dem linken Flügel der Alliance républicaine démocratique sowie den gemäßigteren Radikalen an. Die Fraktion stand etwas weiter rechts als die Fraktion der Gauche démocratique im Senat, die den Radikalen näher stand. Im Jahr 1910 wurde sie wiedergewählt und hatte während der Legislaturperiode zwischen 72 und 78 Mitglieder. Sie unterstützte die aufeinanderfolgenden Regierungen weitgehend. Sie gehörte der linken Mitte an.

### Dritte Gruppe (1914 bis 1919)
Der linke Flügel der vorherigen Fraktion wurde unter dem Namen Républicains de gauche(Linksrepublikaner) fortgesetzt. Nach den Parlamentswahlen von 1914 umfasste die Fraktion mit dem Namen Gauche démocratique dreizehn ehemalige Abgeordnete der Union républicaine und acht der am weitesten rechts stehenden Mitglieder der Gauche démocratique von 1910 bis 1914 sowie zwölf neu gewählte Abgeordnete. Hier trafen der rechte ARD-Flügel und der gemäßigtere Flügel der Progressiven zusammen. Die Fraktion ist der rechten Mitte zuzuordnen.

### Senat
Es gab eine gleichnamige, im Gegensatz zur Kammer-Fraktion sehr langlebige, Fraktion im Senat.